# Sam Poulin
Samuel "Sam" Poulin, född 25 februari 2001, är en kanadensisk professionell ishockeyforward som är kontrakterad till Pittsburgh Penguins i National Hockey League (NHL) och spelar för Wilkes-Barre/Scranton Penguins i American Hockey League (AHL). Han har tidigare spelat för Phœnix de Sherbrooke och Foreurs de Val-d'Or i Ligue de hockey junior majeur du Québec (LHJMQ).
Poulin draftades av Pittsburgh Penguins i första rundan i 2019 års draft som 21:a spelare totalt.
Han är son till Patrick Poulin, som själv spelade i NHL mellan 1991 och 2002. Han är också gudson till Jocelyn Thibault, som spelade som ishockeymålvakt i NHL mellan 1993 och 2008.

## Statistik
| 2014–2015    | Conquérants Basses-Laurentides   |              | 30  | 16 | 8   | 24  | 12  | 4  | 0  | 0  | 0  | 0  |
| 2015–2016    | Phénix du Collège Esther-Blondin | LHMAAAQ      | 38  | 21 | 27  | 48  | 14  | 11 | 3  | 10 | 13 | 4  |
| 2016–2017    | Phénix du Collège Esther-Blondin | LHMAAAQ      | 39  | 30 | 38  | 68  | 50  | 5  | 0  | 5  | 5  | 6  |
| 2017–2018    | Phœnix de Sherbrooke             | LHJMQ        | 55  | 16 | 29  | 45  | 42  | 11 | 5  | 1  | 6  | 6  |
| 2018–2019    | Phœnix de Sherbrooke             | LHJMQ        | 67  | 29 | 47  | 76  | 46  | 10 | 8  | 6  | 14 | 4  |
| 2019–2020    | Phœnix de Sherbrooke             | LHJMQ        | 46  | 32 | 45  | 77  | 47  | —  | —  | —  | —  | —  |
| 2020–2021    | Phœnix de Sherbrooke             | LHJMQ        | 5   | 3  | 3   | 6   | 4   | —  | —  | —  | —  | —  |
|              | Foreurs de Val-d'Or              | LHJMQ        | 19  | 8  | 17  | 25  | 10  | 15 | 11 | 8  | 19 | 12 |
| 2021–2022    | Wilkes-Barre/Scranton Penguins   | AHL          | 72  | 16 | 21  | 37  | 51  | 6  | 3  | 1  | 4  | 6  |
| 2022–2023    | Pittsburgh Penguins              | NHL          | 1   | 0  | 1   | 1   | 2   | —  | —  | —  | —  | —  |
|              | Wilkes-Barre/Scranton Penguins   | AHL          | 4   | 1  | 0   | 1   | 2   | —  | —  | —  | —  | —  |
| NHL totalt   | NHL totalt                       | NHL totalt   | 1   | 0  | 1   | 1   | 2   | —  | —  | —  | —  | —  |
| AHL totalt   | AHL totalt                       | AHL totalt   | 76  | 17 | 21  | 38  | 53  | 6  | 3  | 1  | 4  | 6  |
| LHJMQ totalt | LHJMQ totalt                     | LHJMQ totalt | 192 | 88 | 141 | 229 | 149 | 36 | 24 | 15 | 39 | 22 |

### Internationellt
| Källa: Uppdaterad: 2022-10-28 | Källa: Uppdaterad: 2022-10-28 | Källa: Uppdaterad: 2022-10-28 |         | Utv = Utvisningsminuter | Utv = Utvisningsminuter | Utv = Utvisningsminuter | Utv = Utvisningsminuter | Utv = Utvisningsminuter |
| År                            | Lag                           | Mästerskap                    | Matcher | Mål                     | Assists                 | Poäng                   | Utv                     |                         |
| ----------------------------- | ----------------------------- | ----------------------------- | ------- | ----------------------- | ----------------------- | ----------------------- | ----------------------- | ----------------------- |
| 2018                          | Kanada                        | Hlinka Gretzky                | 5       | 0                       | 1                       | 1                       | 0                       |                         |
| 2019                          | Kanada                        | U18-VM                        | 7       | 1                       | 1                       | 2                       | 2                       |                         |
| Junior totalt                 | Junior totalt                 | Junior totalt                 | 12      | 1                       | 2                       | 3                       | 2                       |                         |